# ده سيد كشت ورزة (زاز الشرقي)
ده سید کشت ورزة (بالفارسية: ده سیدکشت ورزه) هي قرية تقع في إيران في قسم زاز الشرقي الریفي. يقدر عدد سكانها بـ 40 نسمة .